# EŌS
EŌS (alternativ auch: 855 6th Avenue) ist ein 2016 fertiggestellter Wolkenkratzer in New York City, der eine gemischte Nutzung aus Wohnungen und Büros umfasst.

## Beschreibung
Schon im August 2008 gab es erste Pläne, einen Wohnturm an der 6th Avenue zu errichten. Damals war ein 142 m hoher Turm mit 30 Stockwerken geplant. Wegen der Finanzkrise und Meinungsverschiedenheiten der Bauunternehmer wurde der Bau gestoppt und letztendlich verworfen. Neue Pläne sahen einen neuen Wolkenkratzer vor, der mit 56 Stockwerken über 200 m hoch werden sollte.
Im Juni 2012 sprang Ian Schrager als einer der Investoren ab. Er wäre für die Hotelkomponente des Gebäudes zuständig gewesen. Die Hotelpläne wurden im April 2013 aufgegeben und dafür die Höhe des Hotels reduziert.
Der Bau wurde von der Stadt New York genehmigt. Baubeginn war im Sommer 2014.
Da das in der Mitte des Wolkenkratzers geplante Hotel entfiel, wurde der Wolkenkratzer auf 42 oberirdische Stockwerke und eine Höhe von 146 m reduziert. Es wurden ungefähr 6.500 m² Einzelhandelsflächen eingeplant. Insgesamt gibt es 375 Wohnungen. Im März 2015 war der Betonrohbau des Gebäudes fertiggestellt. Im November 2015 stand es kurz vor der Fertigstellung. Mitte Juni 2016 war der Wolkenkratzer fast komplett fertiggestellt und mit der Vermietung der Wohnungen wurde begonnen. Der Hauptmieter der Bürofläche von etwas unter 11.150 m² ist die amerikanische Hauptverwaltung des Unternehmens Nike, die über ein integriertes Designstudio, Konferenzräume und ein eigenes Basketballspielfeld mit 400 Sitzplätzen verfügt.